# サルヴァトーレ・リイナ
“ベスティア”サルヴァトーレ・トトリイナ（イタリア語: Salvatore "Bestia" Riina、1930年11月16日 - 2017年11月17日）は、イタリアのマフィア（マフィオーソ）のボス。
シチリアのコルレオーネを拠点とするコルレオーネシ (Corleonesi) のボスでありマフィア史上最も長く頂点に君臨した人物で“野獣”と呼ばれ、1980年代から1990年代にかけて他のマフィアや政治家、法曹関係者など大物の暗殺を行い、イタリア国民を恐怖に落とし入れるが、結果として国民の怒りがマフィアへと向く事となった。

## プロフィール

### 生い立ち
父親は日雇いの貧しい小作人で、リイナは5人兄弟の上から2番目だったという。子供時代から学校には行かず、親と共に汗水たらして働いたという。そのため読み書きはほとんど出来ずイタリア語でなくシチリア語を話した。
第二次世界大戦中の1943年12月、リイナが13歳のときに父親はアメリカ軍の不発弾回収中に死亡した。このとき弟フランチェスコも死んでいる。青年時代からルチアーノ・リッジョと組んで数多くの犯罪を行ってきた。しかし、その後リイナが力をつけてきたとき、ボスのリッジョは危惧しはじめたという。

### 指名手配
リイナは1960年代の初めに指名手配されるが、その後20年以上も逃亡生活をしていた。その間、写真を撮られたことがなく、警察の捜査はうまく進まずFBIも入り1993年に逮捕された。また逃亡中は自由に街を歩いたりしていたという。
1974年春、パレルモ郊外サン・ロレンツォの小さな教会でアントニエッタ・バガレッラと結婚式をあげる。この頃リイナは指名手配中で10億リラの賞金がかかっていたという。アントニエッタはリッジョの部下のレオルーカ・バガレッラの妹である。リイナのようにマフィアは同じファミリーのメンバーの血縁関係者と結婚することはよくあるという。
多くのマフィア関係者の証言からすると、1974年にリッジョが逮捕されてからリイナがマフィア組織の頂点に立っていたという。頭脳明晰なリイナはリッジョの組織を受け継いだといわれているが、一部の資料によると獄中のリッジョがリイナを手足のように使っていたともいわれている。逆に、リッジョ逮捕後はプロベンツァーノとリイナの2人がコルレオーネ一家の2大ボスになり、リッジョを組織から完全にはずしたと言う資料もある。
プロベンツァーノよりリイナの方が頭が賢く地位も多少上だったようで、重要な決定はリイナがしていたという。当初はリイナとプロヴェンツァーノの2人のボスが交代でファミリーを運営していく約束だったが、リイナがプロヴェンツァーノには1度も譲らず独裁的に仕切るようになった。

### 麻薬密輸
リイナは1970年代初期に麻薬取引を始めたという。当時は資金不足だったため、他のマフィオーソと共同で取引をしていた。その後、リイナ率いるコルレオーネ一派はイタリア裏社会において大幅に勢力をのばす。
コルレオーネ一派が他のファミリーと違い、勢力を大きくのばしたのは隠密性にあるという。構成員などを秘密にし、他のファミリーには明かさなかった。さらに、コルレオーネ・マフィアは他のファミリーの構成員を殺害すると、その後釜に自分のファミリーの者を送り込んで、他のファミリーを内部から崩し、自分たちの勢力にしていった。
リイナ率いるコルレオーネ一家はコロンビアの麻薬カルテルと協定を結び麻薬の取引をしていた。このころ、ニューヨークのボナンノ・ファミリーがエージェントとなりコカインを手に入れていたという。

### 暗殺
さらに、コルレオーネ一派は委員会などによる協議をおこなわずに自分たちの気に入らない者を暗殺していった。このような行動に他のファミリーは憤慨していた。1980年代にリイナはステファノ・ボンターテ、サルヴァトーレ・インツェリッロという強力なボスの足場崩しをおこない最高幹部会での影響力を徐々に弱めて、重要な決定権を奪って孤立化させ、最後には殺害した。1981年4月23日にはボンターテ、5月11日にはインツェリッロを殺害。これらの内紛は第二次マフィア戦争と呼ばれ、他のファミリーは壊滅するか海外への逃亡を余儀なくされた。
リイナはそれ以外にも数多くの暗殺を命令しており、同じコルレオーネ一派のなかでものし上がってきそうな若手を殺害したこともあるという。これらリイナの犠牲者たちは、配下のフィリッポ・マルケーゼにより絞殺後に硫酸で跡形なく溶かされて地中海に遺棄されたといわれている。しかしリイナは次第に不信感を強めていき、1983年にマルケーゼ自身、そして1985年に子飼いのヒットマン、ジュゼッペ・"ピーノ"・グレコまで抹殺し、彼らも他の犠牲者同様に処分された。
なお、1970年代から1980年代にかけて、稼いだ資金をアンブロシアーノ銀行の頭取であったミケーレ・シンドーナなどを通じてマネーロンダリングしていたとされ、同行の破綻後に暗殺されたロベルト・カルヴィ頭取の暗殺にも関わっていたのではないかと噂された。
しかし、1992年にマフィア取締りの先鋒だったジョヴァンニ・ファルコーネとパオロ・ボルセリーノの両判事をパレルモで爆弾で殺害し、イタリア国民の反感を買い、これが逮捕につながる。

### 逮捕と死
翌1993年に逮捕され、24年間の逃亡生活が終わる。彼は逮捕されたとき、警官に向かって「そうだ、私がリイナだ。おめでとう」と賞賛の言葉を送ったという。リイナの逮捕は彼の元運転手のバルドゥッチョ・ディマジオが、自分も殺されるのではないかという恐怖から政府側に密告し、それが逮捕につながったという。当時コルレオーネ一家では内部で報復合戦が多発していた。
彼が逮捕されたときの写真や映像を見たイタリア国民は「本当にこの男がリイナなのか」と驚いたという。なぜなら、そのリイナの容姿が小男で服装も質素であり、とてもマフィアの大ボスにはみえなかったからである。リイナが捕まり刑務所に入ったあと、リイナの悪の魅力を感じる女性たちから何十通のラブレターが届いたという。
リイナ逮捕後、自分は今まで週40万リラで生活しているといったが、警察はリイナの6000万ドル相当の資産を押収し、さらに1994年3月には9600万ドル相当の資産を差し押さえた。これがリイナの資産であった。裁判で終身刑26回の判決を受け、87歳の誕生日の翌日である2017年11月17日にがんにより獄死した。

## 政界との関係
首相就任前のみならず、首相在任当時も、国内外においてマフィアをはじめとする犯罪組織との親密な関係が半ば「公然たる事実」として扱われていたジュリオ・アンドレオッティ首相との深い関係が知られていた。
1986年ごろ当時逃走中だったが、アンドレオッティとは会っていたという。実際にアンドレオッティが首相を退任した翌年の1993年には贈賄とマフィアとの癒着の容疑で検察よりアンドレオッティに捜査通告が出され、リイナとの親密な関係が暴露された。なお、リイナの裁判の過程において、アンドレオッティはリイナが指名手配を受け逃亡中にもかかわらず、数回に渡り密会していたことが明らかになっている。
このことからアンドレオッティは、リイナをはじめとするマフィアと政界の癒着を解明しようと捜査をおこなっていたファルコーネ判事が、リイナによってパレルモで暗殺された事件の「黒幕」とも目されている。改心者らの話によるとリイナはアンドレオッティの暗殺を命じたことがあるという。しかし、そのころにリイナが捕まり権力がベルナルド・プロベンツァーノに移り実行されなかったという。

## 人物像
「トト・ウ・クルトゥ(ちびのトト)」というニックネームがあった。身長は160cm。頭の回転が速く、裏で陰謀を計画したりするのが得意だという。しかし、性格は真面目で1日の大半を自室から指示し執務をこなした。
マルケーゼはリイナのことを「腐ったリンゴのような奴だ。外見は良くみえても、心は腐っている。」と語っている。ステファノ・ボンターテはリイナをもっとも危険な人物と恐れていたという。またトンマーゾ・ブシェッタはリイナのことをコーザ・ノストラの歴史がはじまって以来最も凶悪で臆病な男といっている。
政府側に寝返ったマフィアのサルヴァトーレ・カンチェーミは裁判で、「リイナは裏切り者に対し『裏切り者の家族、親類、血のつながりのある者の6歳以上は皆殺しにしろ』と命令した」と証言した。
マフィア大裁判のとき、52人の殺人をおこなったとして告発された。
1993年11月に法廷でブシェッタと対面した際、彼から“マフィアのボスとして殺し屋を指揮し、自分の家族までも殺した”と非難された時には、ブシェッタに向かい「こんなだらしない男とは話したくない」と言い返した。これはブシェッタがマフィオーソとしては異例の2度の離婚を経験しているためである。
妻のアントニエッタ・バガレッラはコルレオーネ出身の小学校教師であった。彼女が13歳のとき、14歳年上のリイナに一目ぼれしたという。リイナとの子供を4人生んでいる。リイナ逮捕後も「あの人はいい人だから、女性はみんなあの人のような夫を持つべき」と語っている。

## その他
- 2017年、イタリアの観光会社がマフィアゆかりの地を巡る観光ツアーを企画。リイナが住んだ住宅などを訪ねる内容となっている。なお、逮捕後にリイナから没収した土地には宿泊施設が建てられている[3]。

## 関連文献
- ピーノ・アルラッキ『さらばコーザ・ノストラ―だれも書けなかったマフィアの真実』 大辻康子訳、学研、1995年
- ピーノ・アルラッキ『名誉を汚した男たち』 和田忠彦訳、新潮社、2000年